# Circus Corty & Althoff

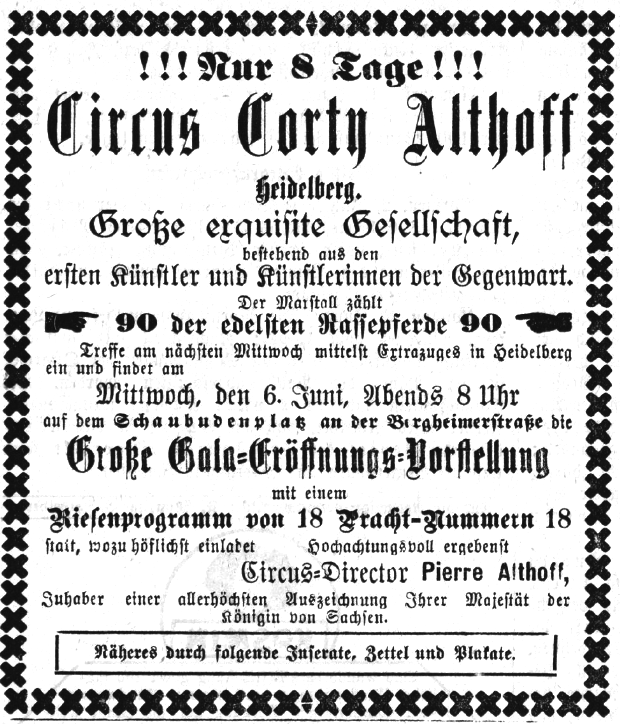

Der Circus Corty & Althoff war von 1853 bis 1927 ein deutscher Zirkus und gehörte um die Jahrhundertwende zum 20. Jahrhundert zu den größten Zirkussen Europas.

## Geschichte

### Vorgeschichte
Die Geschichte des Circus Corty & Althoff begann mit Pierre Corty. Die Cortys waren eine Artistenfamilie, die durch ganz Europa zog, ohne bis zu diesem Zeitpunkt Stars hervorgebracht zu haben. Pierre begann seine Karriere im Französischen Staatszirkus von Louis Dejean. Dort lernte er auch die Tochter Dejeans, Louise Dejean, kennen. Die beiden heirateten 1837 gegen den Willen ihres Vaters und bekamen 1840 eine Tochter, Adele Corty.
1853 machte sich das Ehepaar selbstständig und gründete den Circus Corty mit zunächst nur wenigen Artisten und lediglich vier Pferden. Über die nächsten Jahre entwickelte sich der Circus nur langsam. Pierre entschloss sich schließlich Dominik Althoff aus der Zirkusfamilie Althoff als Miteigentümer aufzunehmen. Dieser heiratete 1866 Adele Corty. In den nächsten Jahren entwickelte sich der Zirkus wesentlich besser als zuvor und firmierte ab etwa 1884 unter dem Namen Circus Corty & Althoff. Zu dieser Zeit besaß der Circus bereits über 80 Pferde. Nach dem Tod ihres Mannes 1887 und ihres Vaters 1888 übernahm zunächst Adele Althoff den Zirkus.

### Aufschwung zum Ausnahmezirkus

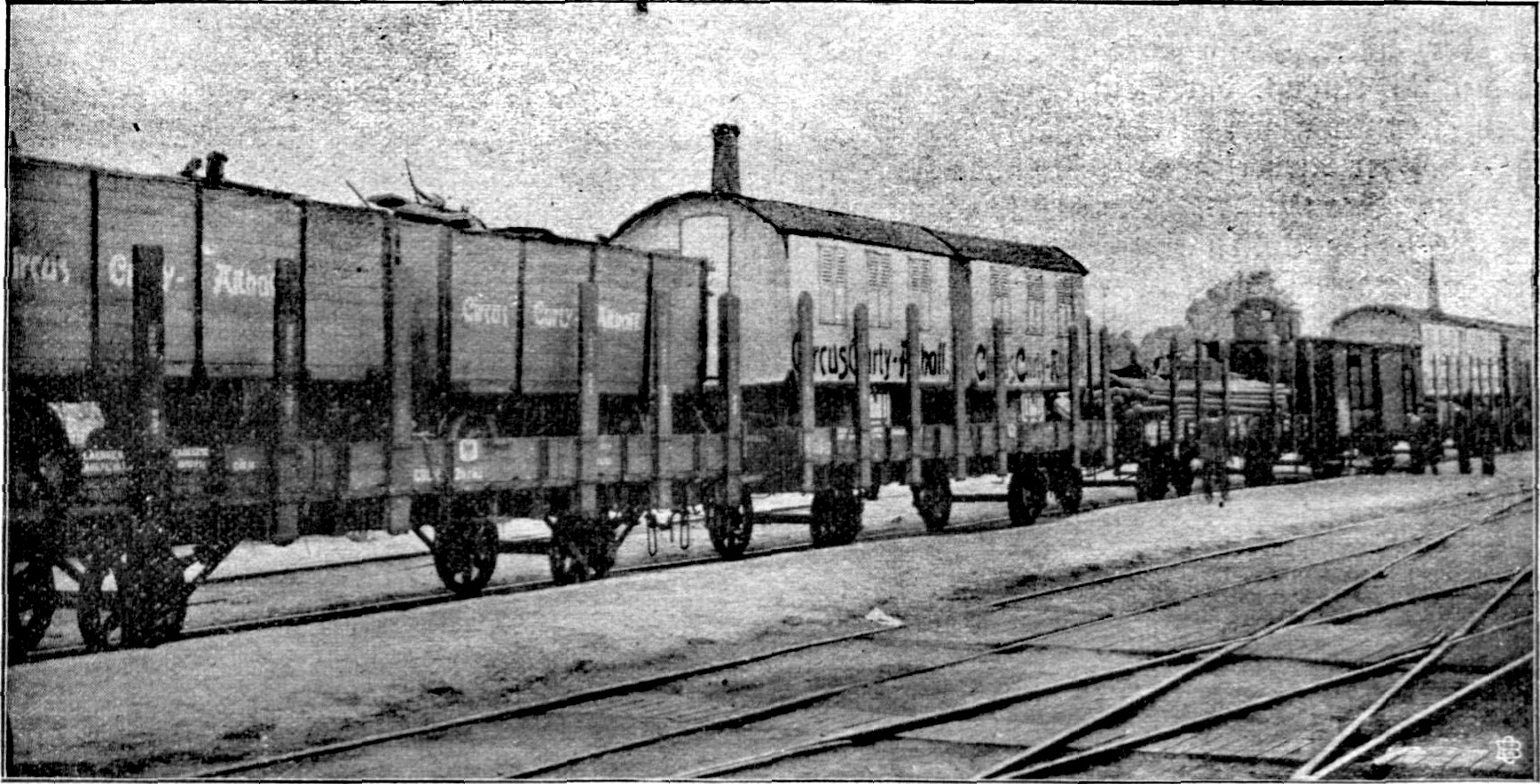
Die Ankunft des aus Kiel kommenden Sonderzuges des Circus Corty-Althoff auf dem Bahnhof zu Lübeck. (26. August 1902)

Adele Althoff übertrug während ihrer Leitung des Zirkus nach und nach immer mehr Verantwortung auf ihren ältesten Sohn Pierre. Dieser stand bereits seit seinem 11. Lebensjahr in der Manege und beherrschte bald Akrobatik, Jonglieren, Voltigieren, trat als musikalischer Clown auf und galt zeitweise als bester Dresseur seiner Zeit. 1895 heiratete Piere Adele Rossi. Seine Mutter ernannte Pierre bereits mit 20 Jahren zum Direktor.
Der Zirkus war zu diesem Zeitpunkt bereits zu einem der größten und beachtetsten seiner Zeit gewachsen. In einem Brief von 1899 beschrieb Direktor Althoff die Größe des Zirkus mit 120 erstklassigen Artisten, 100 Rassepferden, 40 Balletttänzerinnen, einem Orchester sowie einem Zelt für bis zu 3400 Personen. Dazu kamen Sattler, Schlosser und andere Handwerker sowie eine eigene Feuerwehr. Einen Höhepunkt bildeten die Auftritte von Harry Houdini 1901 im Zirkus. Zur gleichen Zeit setzte Pierre auf den aufkommenden Asientrend und integrierte als erster ein Schaustück „Ost-Asien“ in sein Programm. Anlässlich des 50 Jahre Jubiläums rühmte sich der Zirkus 1903 damit, bereits in Belgien, Dänemark, Deutschland, Frankreich, Holland, Italien, Norwegen, Österreich, Russland, Schweden und der Schweiz jeweils in allen Großstädten aufgetreten zu sein. Ebenfalls 1903 wurde Pierre Althoff der Titel „Königlicher Universitätsstallmeister der Stadt Münster“ verliehen.

### Niedergang
Der Untergang wurde durch den Beginn des Ersten Weltkrieges ausgelöst. Die Dressurpferde wurden durch das Militär beschlagnahmt und viele Artisten eingezogen. Durch das mangelnde Personal und ein schwindendes Einkommen aufgrund fehlenden Publikums sowie die Inflation nahm das Material des Zirkus schwere Schäden, die ihren Höhepunkt 1915 in einem Feuer fanden. Trotz der schwierigen Verhältnisse konnte Pierre Althoff den Zirkus jedoch weiter erhalten. Dass aber durch die Inflation auch das Publikum fernblieb und so das Vermögen des Zirkus zerstört wurde, brach Pierres Willen weiterzukämpfen. Er verstarb 1924 und verfügte die Auflösung des Zirkus. Seine Frau Adele und seine Tochter Adele führten den Zirkus zunächst weiter, konnten aber nicht mehr an frühere Erfolge anknüpfen. Der Circus Corty & Althoff wurde 1927 wegen finanzieller Schwierigkeiten aufgelöst.

## Direktoren
| Name                           | geboren | gestorben |  | Direktor von | bis  |
| ------------------------------ | ------- | --------- |  | ------------ | ---- |
| Pierre Corty                   | ?       | 1888      |  | 1853         | 1888 |
| Dominikus Althoff              | 1841    | 1887      |  | ~1865        | 1887 |
| Adele Althoff geb. Corty       | 1840    | 1909      |  | 1888         | 1900 |
| Pierre Althoff                 | 1869    | 1924      |  | 1900         | 1924 |
| Adele Althoff geb. Rossi       | ?       | 1930      |  | 1924         | 1927 |
| Adele Althoff ⚭ Harry Williams | 1896    | 1930er    |  | 1924         | 1927 |